# 京の発言
『京の発言』（きょうのはつげん）は、佐伯啓思が主幹を務めた保守系雑誌（出版・発行は「京の発言出版」）。京都を主な活動拠点とした。2005年12月に創刊。2010年に廃刊。発刊ペースは年4回（3月、6月、9月、12月）の季刊。京都大学と京都産業大学の生協書店、京都市内のジュンク堂書店などの書店以外には基本的に店頭販売はしていなかった。公式サイトを通じてバックナンバーを購入することができる。毎号80ページ前後で、一冊500円。

## 概要
出版社・編集部は異なるが、『発言者』の後継誌である『表現者』の姉妹誌に位置づけられる。同じく『表現者』の姉妹誌に『北の発言』があったが、こちらも廃刊となった。毎号様々な人士を対談／執筆に招いたほか、京都大学大学院の在学生や出身者も多く論文を寄せていた。佐伯の教え子にあたる彼らは本誌の編集作業にも携わっていた。真正保守を志向する雑誌として、日本のアメリカ追従を批判し、日本の文化や価値を再発見するための橋頭堡として古都「京都」に可能性を見出していた。京都『発言者』塾の活動と連動しており、当塾の講義録をほぼ毎号掲載していた。講師は西部邁または佐伯啓思が務めた。

## 連載
- 京都学派　その光と影（1号～6号、森川亮／古川雄嗣／中島啓勝）
- 時代の良識を求めて（2号～6号、森川亮／佐藤一進／藤本龍児／黒宮一太／古川雄嗣／柴山桂太）
- 京の散歩道（3号～、小野田豪介）
- 戦前に学ぶ経営とリーダーシップ（4号～、小野善生）
- 不思議の国アメリカ（7号～、柏岡富英）
- 花道の近代（9号～14号、井上治）

## 複数回執筆者
- 佐伯啓思（経済学者、京都大学名誉教授）
- 西部邁（講義録として）
- 清水鴻一郎（衆議院議員）
- 柏岡富英（京都文教大学教授）
- 西田昌司（参議院議員）
- 森川亮（科学哲学者、近畿大学准教授）
- 小野田豪介（学芸員）
- 黒宮一太（京都文教大学准教授）
- 柴山桂太（古典文献学者、京都大学准教授）
- 小野善生（関西大学准教授）
- 南郷良太（京都発言者塾事務局長）
- 藤本龍児（帝京大学准教授）
- 井上治（京都造形芸術大学准教授）
- 古川雄嗣（教育学者、北海道教育大学旭川校准教授）
- 佐藤一進（神戸学院大学准教授）
- 中島啓勝
- 福永英雄（社会学者）
- 寒竹泉美（小説家）

## 編集部
主幹
佐伯啓思
参与
清水鴻一郎
編集長
西田昌司
編集委員
森川亮（代表）
古川雄嗣
柴山桂太（第2号から）
黒宮一太（第2号除く）
佐藤一進（第1号のみ）
藤本龍児（第1号のみ）
発行人
南郷良太

## 京都『発言者』塾
『京の発言』の活動と連動しており、西部邁塾長や佐伯啓思京都塾頭らが講師を務める。開講間隔は三ヶ月に一度。会費は正会員が年間12,000円、学生会員が6,000円。世話人代表は西田昌司、事務局は「（有）南郷住宅設備」内に設置。

### 小史
2004年 4月 - 京都『発言者』塾発足
2005年10月 - 第一回シンポジウム開催
2005年12月 -『京の発言』創刊（第一期）
2007年12月 -『京の発言』第二期に移行